# Övre Hedesundafjärden
Övre Hedesundafjärden este o arie protejată (arie specială de conservare — SAC, sit de importanță comunitară — SCI, arie de protecție specială avifaunistică — SPA) din Suedia întinsă pe o suprafață de 597,7 ha, integral pe uscat.

## Localizare
Centrul sitului Övre Hedesundafjärden este situat la coordonatele 60°17′34″N 16°58′07″E / 60.2929°N 16.9686°E.

## Înființare
Situl Övre Hedesundafjärden a fost declarat arie de protecție specială avifaunistică în iulie 2000 pentru a proteja 14 specii de animale. Alte tipuri de protecție:
- sit de importanță comunitară (în aprilie 2003)
- arie specială de conservare (în martie 2011)[1][3][4]

## Biodiversitate
Situată în ecoregiunea boreală, aria protejată conține 9 habitate naturale: Taiga vestică, Mlaștini împădurite, Râuri naturale fino-scandinave, Păduri caducifoliate de mlaștină fino-scandinave, Păduri caducifoliate bătrâne naturale hemiboreale fino-scandinave (Quercus, Tilia, Acer, Fraxinus sau Ulmus) bogate în specii epifite, Pajiști aluvionare boreale nordice, Păduri mixte riverane de Quercus robur, Ulmus laevis și Ulmus minor, Fraxinus excelsior sau Fraxinus angustifolia, de-a lungul marilor râuri (Ulmenion minoris), Mlaștini turboase de tranziție și turbării mișcătoare, Păduri aluvionare cu Alnus glutinosa și Fraxinus excelsior (Alno-Padion, Alnion incanae, Salicion albae).
La baza desemnării sitului se află mai multe specii protejate:
- păsări (13): cocoșul de mesteacăn (Bonasa bonasia), erete de stuf (Circus aeruginosus), lebădă de iarnă (Cygnus cygnus), ciocănitoare neagră (Dryocopus martius), muscar (Ficedula parva), cufundar polar (Gavia arctica), ciuvică (Glaucidium passerinum), cocor (Grus grus), sfrâncioc roșiatic (Lanius collurio), vultur pescar (Pandion haliaetus), viespar (Pernis apivorus), chiră de baltă (Sterna hirundo), huhurezul mic (Strix uralensis)
- pești (1): avat (Aspius aspius)